# Jan Magiera
Jan Magiera, né le 30 septembre 1938 à Jelna (commune de Gródek nad Dunajcem) et mort le 9 février 2022 à Mostki (Petite-Pologne), est un sportif polonais, coureur cycliste, athlète olympique, champion de Pologne en 1966, spécialiste du contre-la-montre individuel.

## Carrière sportive
Il commence sa carrière sur piste, où il court près de deux décennies (1953-1971).
Il est deux fois représentant olympique de son pays : à Tokyo en 1964 et à Mexico en 1968.

## Palmarès sur route
- 1964
  - 1re (contre-la-montre) et 4e étapes du Tour de Pologne
  - 3e du Tour de Pologne
- 1966
  - 15e étape de la Course de la Paix (contre-la-montre)
  - 5e étape du Tour de Pologne (contre-la-montre)
  - 2e du Tour de Pologne
- 1967
  - 1re étape du Dookoła Mazowsza
  - 3e de la Course de la Paix
- 1968
  - 14ea étape de la Course de la Paix (contre-la-montre)
  - 3e de la Course de la Paix
- 1969
  - 8ea étape de la Course de la Paix (contre-la-montre)
  - 10e étape du Tour de Pologne (contre-la-montre)
- 1970
  -  Champion de Pologne du contre-la-montre
  - 10e étape de la Milk Race
- 1971
  - 2e du championnat de Pologne du contre-la-montre

## Palmarès sur piste
- 1961
  -  Champion de Pologne de poursuite par équipes
  - 2e du championnat de Pologne de poursuite individuelle
- 1964
  - 3e du championnat de Pologne de poursuite individuelle
- 1966
  - 2e du championnat de Pologne de poursuite individuelle